# Charles Corver

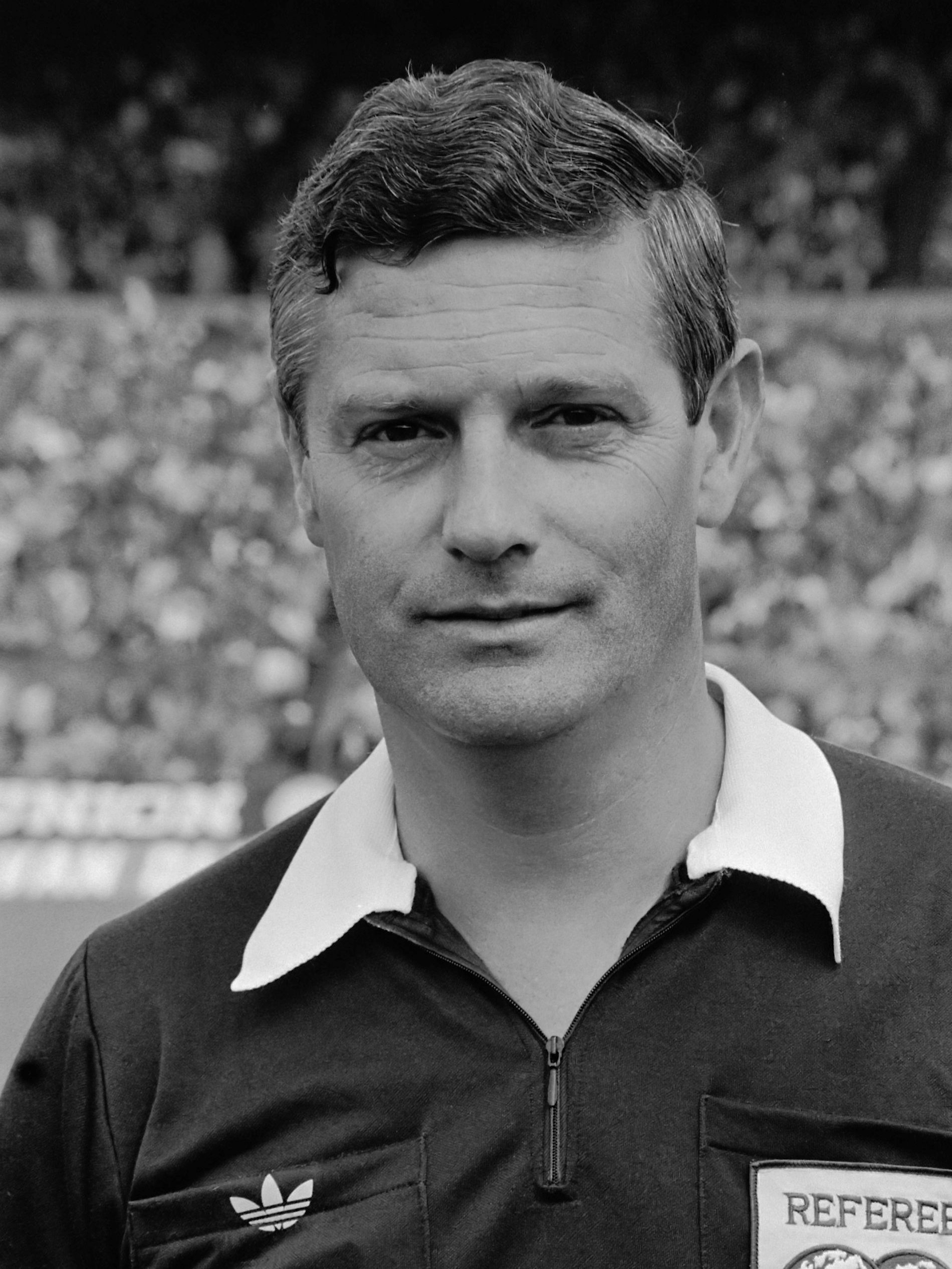
Charles Corver (1980)

Charles George Reinier Corver (* 16. Januar 1936 in Leiden; † 10. November 2020) war ein niederländischer Fußballschiedsrichter. In Deutschland und Frankreich ist er insbesondere als Spielleiter bei der Nacht von Sevilla bekannt, dem aufgrund des dramatischen Spielverlaufs und des Fouls von Schumacher an Patrick Battiston in die Fußballgeschichte eingegangenen Halbfinalspiel zwischen Deutschland und Frankreich bei der Weltmeisterschaft 1982.

## Sportlicher Werdegang
Nachdem Corver Spiele in der Eredivisie geleitet hatte, rückte er Anfang der 1970er Jahre auf die UEFA- und FIFA-Liste und stand in der Folge bei Europapokal- sowie Länderspielen auf dem Platz. Im November 1972 leitete er dabei sein erstes A-Länderspiel, als Schottland sich im Rahmen der Qualifikation für die Weltmeisterschaft 1974 gegen Dänemark mit einem 2:0-Heimsieg durchsetzte. Im Weltpokal leitete er im selben Jahr sein erstes internationales Spiel auf Vereinsebene, als er das Duell zwischen CA Independiente und Atlético Madrid pfiff. Im UEFA-Pokal 1976/77 oblag ihm die Leitung des Final-Hinspiels zwischen dem späteren Titelträger Juventus Turin und Athletic Bilbao. Im folgenden Jahr stand er beim Endspiel um den Europapokal der Landesmeister 1977/78 auf dem Platz, der FC Liverpool holte sich im Wembley-Stadion mit einem 1:0-Sieg über den FC Brügge den Titel.
Seine erste Endrundenteilnahme verzeichnete Corver anlässlich der Weltmeisterschaft 1978, bei der er in der Gruppenphase zum Einsatz kam. Danach leitete er ein Gruppenspiel bei der Europameisterschaft 1980, ehe er als einer von 25 UEFA-Vertretern für die Weltmeisterschaft 1982 nominiert wurde. Beim 10:1-Sieg Ungarns über El Salvador in der Gruppenphase assistierte er gemeinsam mit dem Norwegewr Henning Lund-Sorensen dem aus Bahrain stammenden Ebrahim Al Doy, im gesamten Turnierverlauf stand er dreimal an der Seitenlinie. Zudem kam er zweimal als Hauptschiedsrichter zum Einsatz, einmal in der Gruppenphase und zum anderen im Halbfinalduell zwischen dem amtierenden Europameister Deutschland und Frankreich am 8. Juli 1982 im Sevillaer Estadio Ramón Sánchez Pizjuán. In einer hektischen, von zahlreiche Fouls und Nickeligkeiten geprägten Partie – Michel Platini erzielte via Strafstoß nach früher Führung durch Pierre Littbarski in der ersten Halbzeit den Ausgleich – kam es in der 57. Spielminute zu einer unglücklichen Aktion des aus dem Tor herausstürmenden deutschen Torhüters Harald Schumacher gegen Patrick Battiston, in deren Folge der von der Hüfte des ihm entgegen springenden Torwarts im Gesicht getroffene französische Angreifer sich schwer verletzte und bewusstlos auf dem Spielfeld liegenblieb. Corver wertete jedoch die im Strafraum erfolgte Aktion nicht als Foulspiel, sondern als unglücklichen Zusammenstoß und gab, da der von Battiston an Schumacher vorbeigespielte Ball ins Aus ging, Abstoß für Deutschland. Das Spiel ging später beim Stand von 1:1 in die Verlängerung, eine zwischenzeitlich dort erreichte 3:1-Führung der Franzosen wurde noch egalisiert. Im Elfmeterschießen setzte sich die deutsche Nationalmannschaft durch, verpasste aber im Endspiel gegen Italien den Titelgewinn. Auch nach der WM-Endrunde wurde heiß über das Halbfinale diskutiert, auf das in den folgenden Jahrzehnten bei anstehenden Länderspielen zwischen den beiden Nationalmannschaften regelmäßig referenziert wird.
Ein Jahr später pfiff Corver zum Ende seiner Schiedsrichterlaufbahn sein drittes Europapokalfinale, als er im UEFA-Pokal 1982/83 das Rückspiel zwischen Benfica Lissabon und RSC Anderlecht leitete. Mit einem 1:1-Remis holte der RSC Anderlecht nach einem 1:0-Heimsieg im Hinspiel den Titel.
Auf nationaler Ebene leitete Corver regelmäßig wichtige und kritische Spiele. Zum Beispiel pfiff er das Endspiel um den KNVB-Pokal 1979/80, in dem sich die Erzrivalen Feyenoord Rotterdam und Ajax Amsterdam gegenüber standen.
Hauptberuflich war Corver für Heineken tätig.